# Макс Вахтель
Макс Вахтель (нім. Max Wachtel; 6 червня 1897, Росток — 18 червня 1982, Гамбург) — німецький офіцер, оберст люфтваффе. Кавалер Лицарського хреста Хреста Воєнних заслуг з мечами.

## Біографія
Учасник Першої світової війни. 
Під час Другої світової війни служив у зенітній артилерії:
- З 26 квітня 1939 року — командир 1-ї батареї 704-го змішаного зенітного дивізіону в Бреслау.
- В 1940 році — командир 1-ї батареї 7-го моторизованого зенітного полку.
- В 1940-1941 роках — командир 224-ї резервного зенітного дивізіону.
- З 23 квітня 1941 року — командир навчально-випробувального зенітного дивізіону.
- З жовтня 1941 року — командир «Спеціальної команди Вахтеля».
- З червня 1942 року — командир випробувального зенітного полку полку і, одночасно, керівник навчальної групи L.
- З серпня 1942 року — командир зенітного полку, розміщеного на двох флотиліях, який діяв в районі Ладозького озера.
- Зимою 1942/43 років — командир зенітних частин в Шербурі, які здійснювали захист підводних човнів і транспортних суден.
- З 13 березня 1943 року — керівник навчальної групи з підготовки офіцерві зенітної артилерії.
- З 12 травня 1945 року — командир випробувальної групи люфтваффе при командуванні ракетного полігону Пенемюнде (21 грудня 1943 року використовувалась кодова назва «Зенітна група Крайль»). В лютому 1944 року штаб Вахтеля був переведений у замки Мерлемонт і Отей біля міста Бове. Там полк отримав кодову назву «Головне будівельне управління Шмідта» (нім. Oberbauleitung Schmidt), офіцери і персонал носили ціивільний одяг. 6 червня 1944 року частина переведена в Сале, 19 серпня 1944 року отримала нову кодову назву — «Зенітно-ремонтна частина Захід» (нім. Flakgerätepark West).
- З 6 лютого 1945 року і до кінця війни — командир 5-ї зенітної дивізії (також відома як ракетна дивізія Фау-1).

Помер 18 червня 1982 року в Гамбурзі. 25 червня в 11:00 останки Вахтеля кремували.

## Нагороди
- Залізний хрест 2-го і 1-го класу
- Почесний хрест ветерана війни з мечами
- Застібка до Залізного хреста 2-го і 1-го класу
- Хрест Воєнних заслуг 2-го і 1-го класу з мечами
- Нагрудний знак люфтваффе «За наземний бій»
- Німецький хрест в золоті (12 грудня 1942)
- Лицарський хрест Хреста Воєнних заслуг з мечами (31 січня 1945)